# Прапори штатів Мікронезії
Прапор штату Мікронезії — офіційний символ штату, який має кожен штат.

## Список
| Прапор | Затверджений | Організація | Опис |
| ------ | ------------ | ----------- | --- |
|        | 1981 –       | Косрае      | Прапор являє собою блакитне полотнище, в центрі якого зображено дві оливкові гілки, які символізують єдність народу і уряду. Чотири зірки представляють чотири громади штату. Пропорції прапора: 37:70.      |
|        | 1992 –       | Понпеї      | Прапор являє собою синє полотнище, в центрі якого зображено два листка кокосової пальми та 11 білих зірок, які символізують громади штату. Під зірками зображено розрізаний кокос. Пропорції прапора: 10:19. |
|        | 1997 –       | Чуук        | Прапор являє собою синє полотнище, в центрі якого зображено кокосову пальму, оточену колом з 38 зірок, які символізують громади штату. Пропорції прапора: 10:19.                                             |
|        | 1980 –       | Яп          | Прапор являє собою блакитне полотнище, в центрі якого зображено коло з стилізованим зображенням човна з піднятим вітрилом. У центрі човна розміщено п'ятипроменеву зірку. Пропорції прапора: 10:19.          |